# Spartaco Landini
Spartaco Landini (ur. 31 stycznia 1944 w Terranuova Bracciolini; zm. 16 kwietnia 2017 w Genui) – włoski piłkarz występujący na pozycji obrońcy.
Z reprezentacją Włoch, w której w 1966 rozegrał 4 mecze, wystąpił na mistrzostwach świata 1966.

## Osiągnięcia
- Mistrzostwo Włoch (1963, 1965, 1966, 1971)
- Wicemistrzostwo Włoch (1964, 1967, 1970)
- zdobywca Pucharu Krajowych Mistrzów Europy (1964, 1965)
- finalista Pucharu Krajowych Mistrzów Europy (1967)
- zdobywca Pucharu Interkontynentalnego (1964, 1965)